# Flauder

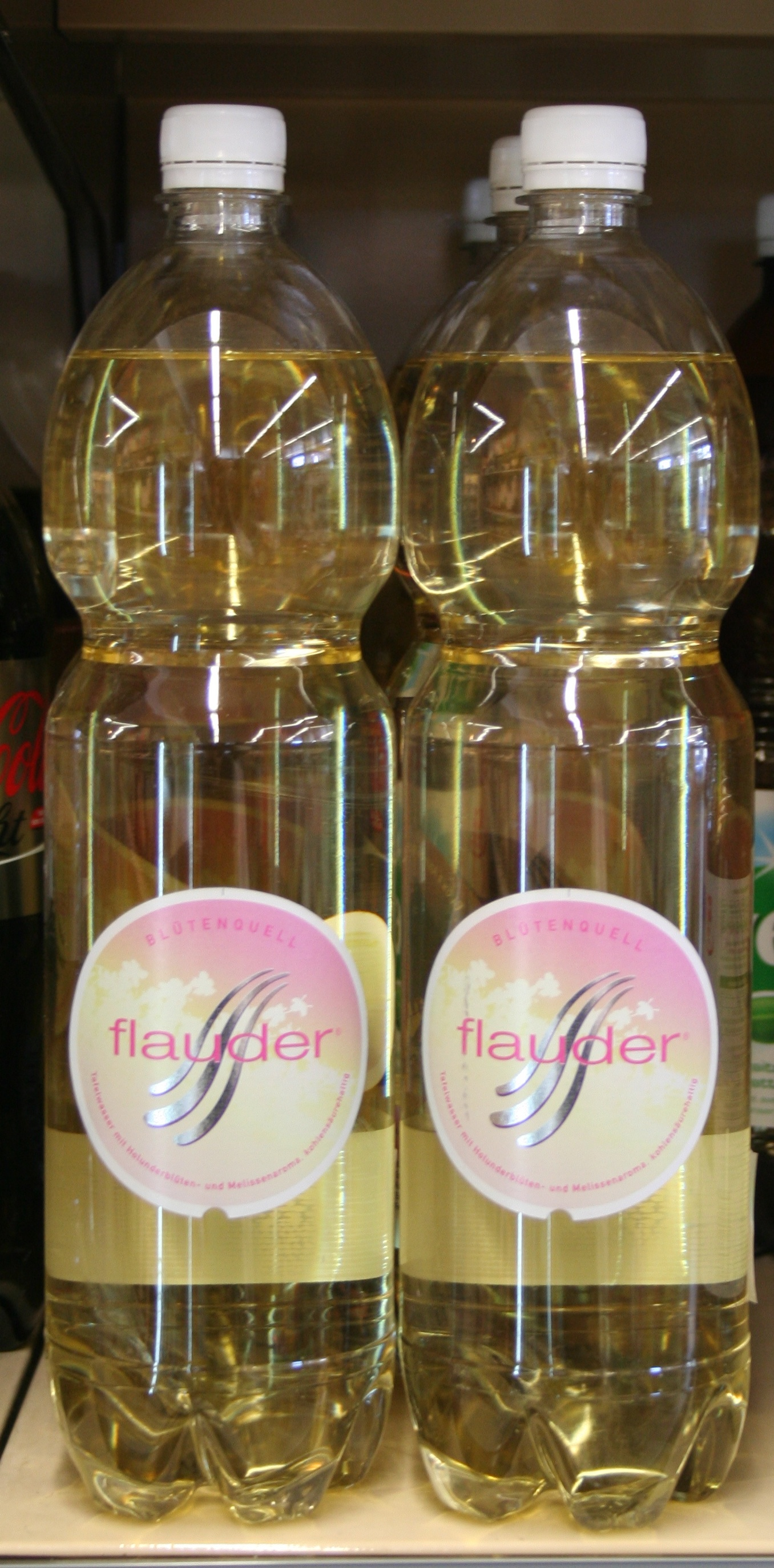
Flauder – das Original

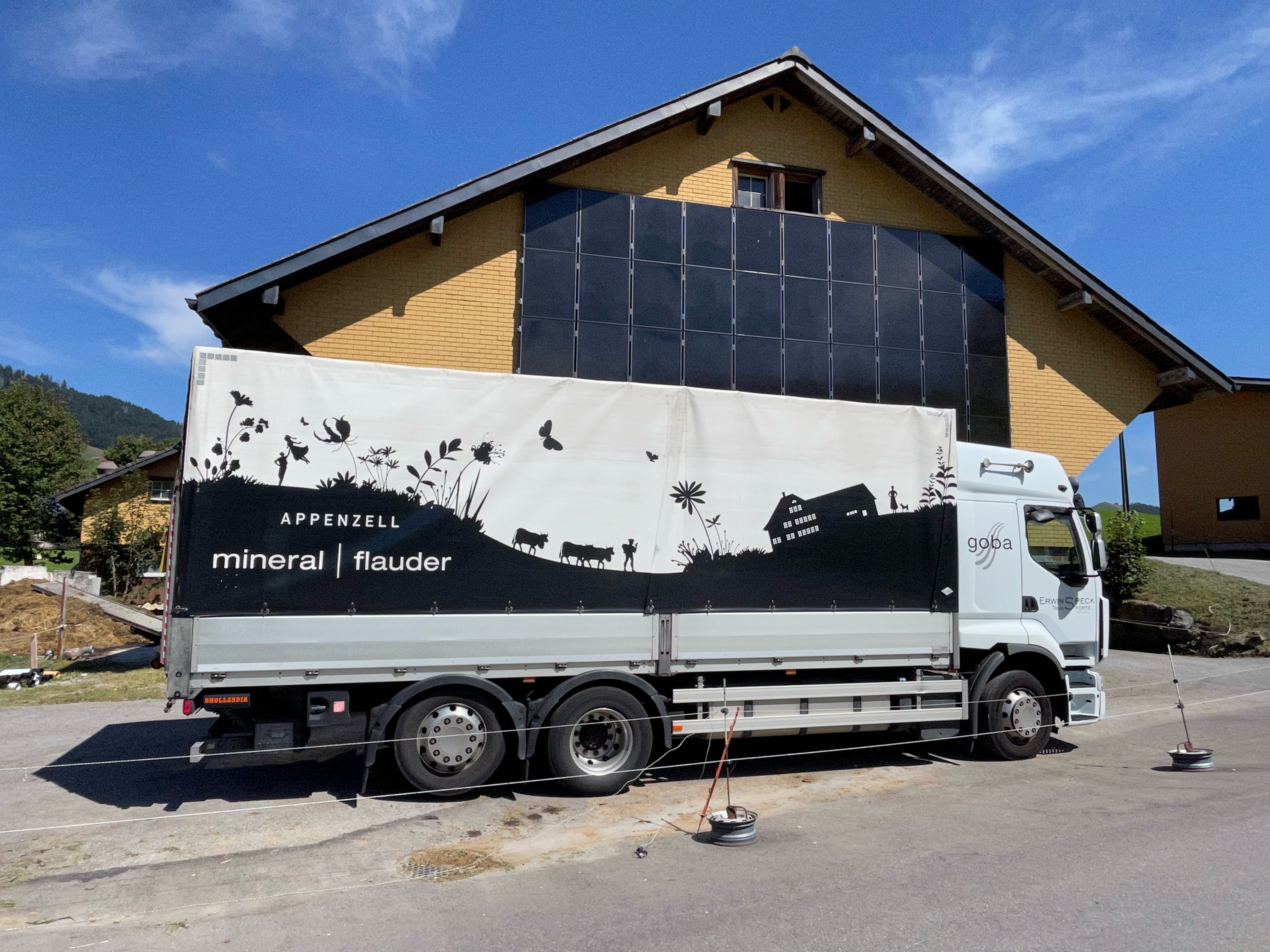
LKW der Goba AG

Flauder ist ein schweizerisches kohlensäurehaltiges Mineralwasser mit Holunderblüten- und Melissengeschmack.

## Entstehung
Das Getränk entstand im April 2002 mehr oder weniger per Zufall: Auf der Suche nach neuen Geschmacksrichtungen wurde einem Holundergetränk irrtümlicherweise Melisse beigemischt.
Der Name Flauder stammt vom Wort Flickflauder, dem Innerrhoder Dialektausdruck für Schmetterling.
Dadurch, dass jeder Getränke-Lieferung ungefragt eine Flasche Appenzell Flauder beigelegt wurde, konnte sich das Getränk innerhalb kurzer Zeit und ohne Werbung im Getränkemarkt durchsetzen und wurde schnell zu einem Verkaufsschlager. Flauder und die anderen Produkte der Quelle werden vor allem in der Ostschweiz verkauft. Abnehmer sind Getränkehändler, Läden, Bars, Restaurants und Grossverteiler.

## Produktion
Produziert wird das Getränk von der Goba AG (ehemals Mineralquelle Gontenbad) in Gontenbad im Kanton Appenzell Innerrhoden in der Schweiz. Die Mineralquelle gehört zu den kleinsten eigenständigen Mineralwasserproduzenten der Schweiz. Als jüngstes Mitglied der dritten Generation und als Quereinsteigerin übernahm Gabriela Manser 1999 den Familienbetrieb.

## Weiterentwicklung
Im Frühjahr 2010 kamen zwei neue Flauder-Produkte auf den Markt: Flauder Holunderbeeren und Flauder Quitten-Rhabarber. Die neuen Flauder-Versionen basieren auf Holunderbeerensaft, Fruchtaromen sowie Kräuter- und Blütenextrakten. Die Kräuter und Blüten werden im Säntisgebiet angepflanzt. Die Flauder-Getränke enthalten keine Konservierungsmittel.